# Eumichtis septentrionalis
Eumichtis septentrionalis là một loài bướm đêm trong họ Noctuidae.